# منشورات المدرسة (دار نشر)
دار نشر المدرسة أو منشورات المدرسة (المعروفة رسميًا باسم معهد مدريشا الثقافي في برهان) هي دار نشر إيرانية. تتبع دار نشر "المدرسة" أي وزارة التربية والتعليم، وهي من أكبر دور نشر الكتب التعليمية في إيران. في السنوات الأخيرة، تولت مسؤولية توزيع الكتب المدرسية في إيران، إلى جانب دار إيران للطباعة والنشر (بالفارسية: مدارس در ایران بوده است).

## التاريخ
تأسست مؤسسة منشورات المدرسة في عام 1970م من منظمة البحوث والتخطيط التربوي (التابعة لوزارة التربية والتعليم)، والتي كان يديرها في ذلك الوقت غلام علي حداد عادل.

## الجوائز والأوسمة
وقد أُدرجت الكتب التي نشرتها المدرسة، بما في ذلك كتاب "سيمرغ"، في قائمة الغربان الأبيض لمكتبة ميونيخ الدولية ومعرض الشارقة للرسوم التوضيحية لعام 2019 وقائمة الغربان الأبيض لعام 2020، كما تم اختيارها أيضًا لمسابقة الاسم الثنائية لعام 2021. وفي عام 2020، تم اختيار المدرسة لقسمين من مهرجان رضوي للكتاب لهذا العام. واخُتيرَت المدرسة كناشر مختار في أعوام 1373 و 1375 و 1379 و 1383 و1384 و 1385 و 1387 و 1390 و 1397 هـ شمسي. وذهبت اللوحة الذهبية لجائزة براتيسلافا للرسوم التوضيحية إلى كتاب "سيمرغ "، الذي رسمه محمد برانجي وكتبه الدكتور مرجان فولادواند.
تم اختيار كتاب "الضحاك" الصادر عن دار مدرسة للنشر، برسومات نوشين صفخو (رسامة إيضاحية) ومهرداد موسوي (مصمم رسوميات)، كأفضل كتاب في بينالي شيراز الرابع.

## الناشر الراعي لتصميم الكتاب
في جائزة شيراز الرابعة كل سنتين، كُرمَت منشورات مدرسة كأفضل ناشر يدعم تصميم الكتب، واخْتِير "رضا دالوند" كأفضل مدير فني للنشر.

## نشر الكتب غير التعليمية
على الرغم من أن نطاق أنشطة دار نشر مدرسة يركز على نشر الكتب التعليمية، إلا أنها نشرت أيضًا في السنوات الأخيرة كتبًا غير تعليمية من حين لآخر. وقد أثارت هذه الخطوة من جانب دار نشر مدرسة انتقادات أيضًا. ومع ذلك، حتى عام 2010، شمل نطاق أنشطة دار نشر مدرسة الأدب والدراسات الإسلامية والفن والعلوم الاجتماعية وكتب العمل الطلابية والكتب التقنية والمهنية والعلوم التربوية، وفي عام 2010 م بدأت دار نشر مدرسة أيضًا في إعادة نشر الكتب المتعلقة بالثورة الإسلامية في إيران.

## روابط خارجية
- موقع أخبار منشورات المدرسة http://www.madresehpub.ir/
- متجر البث المدرسي عبر الإنترنت https://pakhshmadreseh.ir/
- متجر إلكتروني للمطبوعات المدرسية – Enmabazar | متجر إلكتروني للمطبوعات المدرسية (enmabazar.ir)